# Гудайера ползучая
Гудайера ползучая (лат. Goodyéra répens) — многолетнее травянистое растение; типовой вид рода Гудайера (Goodyera) подсемейства Орхидные.

## Синонимы
В синонимику вида входят следующие названия:
- Satyrium repens L.basionym
- Epipactis repens (L.) Crantz
- Serapias repens (L.) Vill.
- Neottia repens (L.) Sw.
- Orchis repens (L.) Eyster ex Poir.
- Peramium repens (L.) Salisb.
- Tussaca secunda Raf.
- Gonogona repens (L.) Link
- Elasmatium repens (L.) Dulac
- Orchiodes repens (L.) Kuntze

## Ботаническое описание

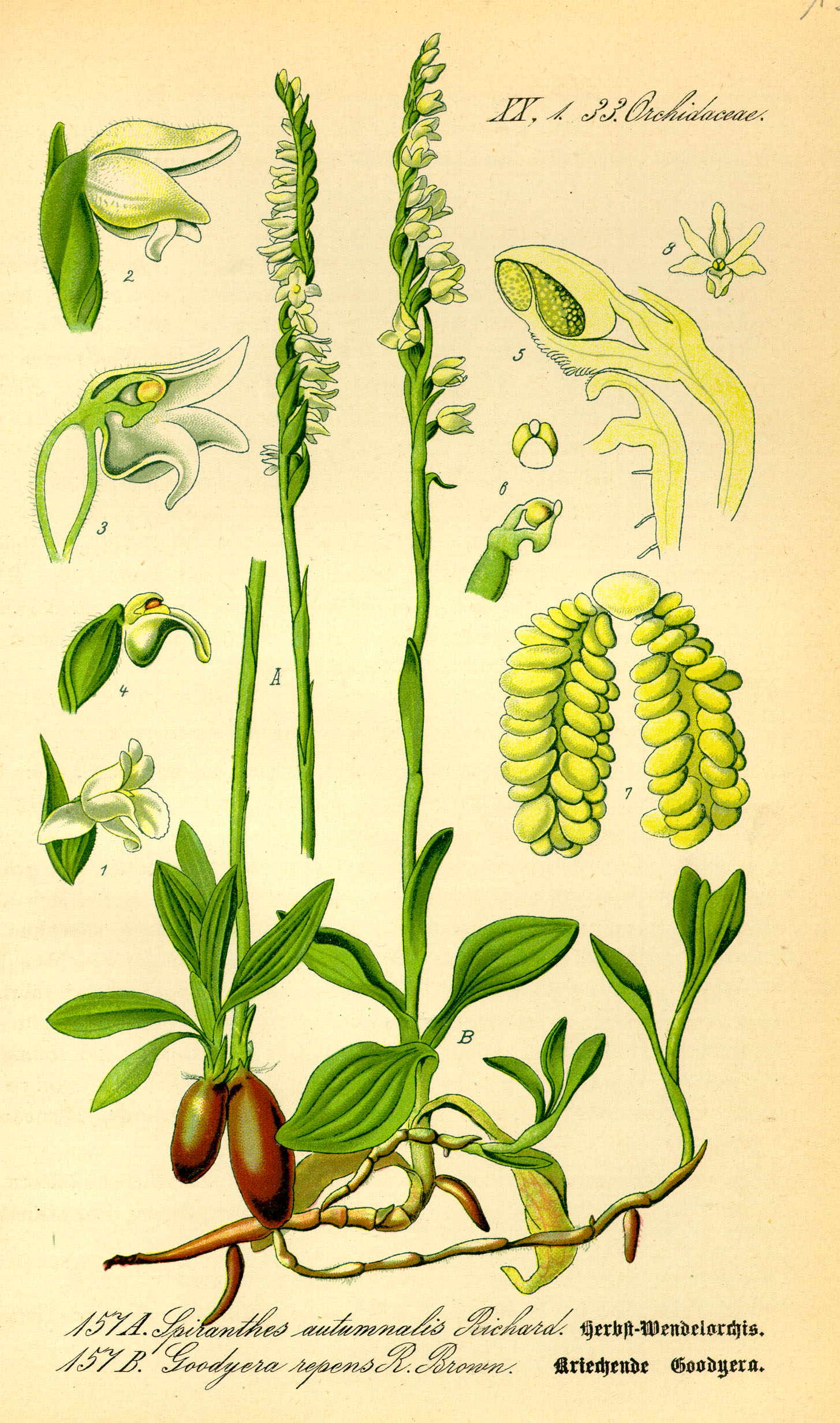

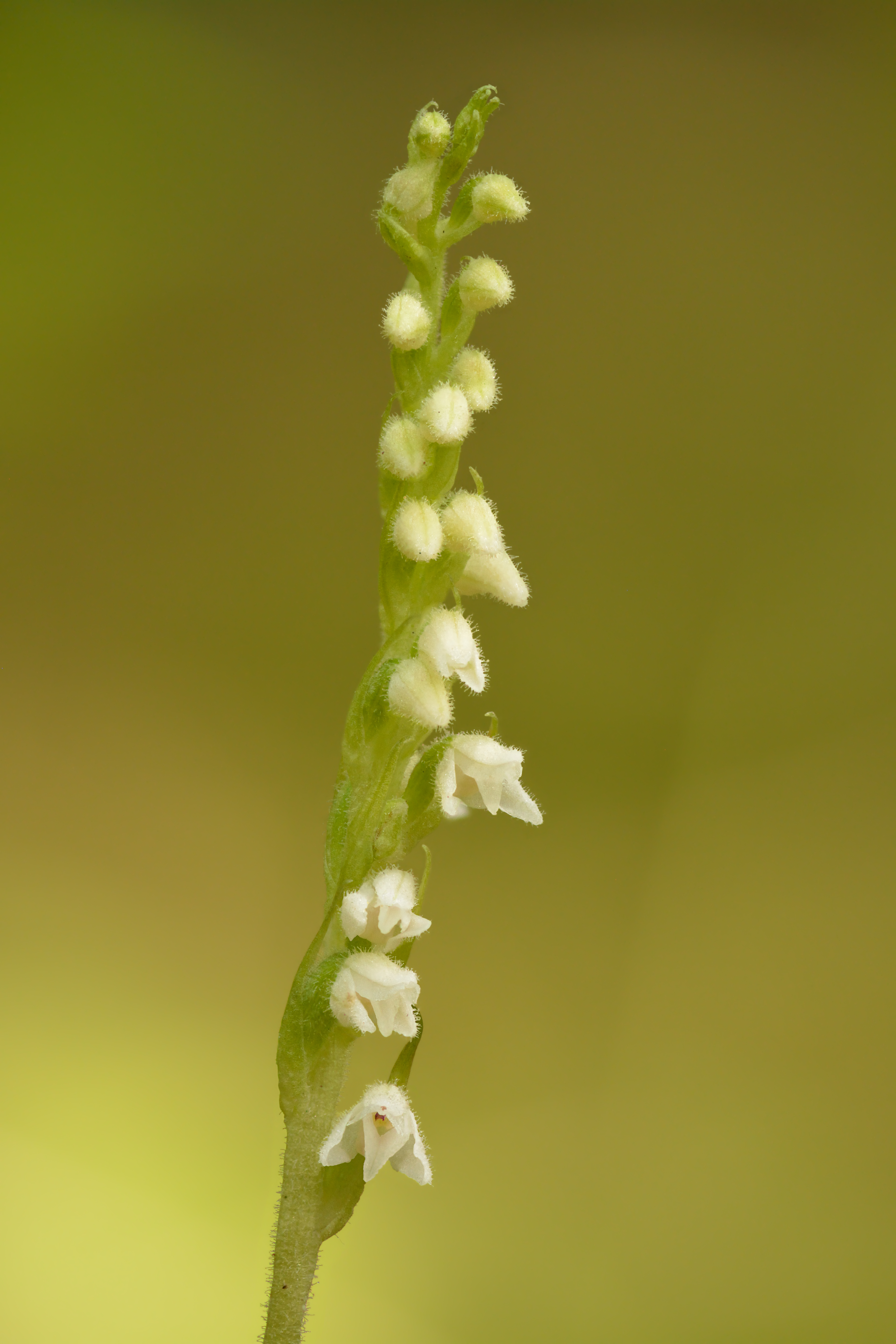
Соцветие

Это ползучее растение, выпускающее вверх одиночный тонкий стебель, в верхней части которого летом появляются цветки, расположенные по спирали. Цветки поворачиваются к солнцу в течение дня.
Как и другие орхидные, гудайера ползучая образует микоризу с грибами (рода Rhizoctonia в данном случае). Микориза помогает гудайере поглощать и усваивать питательные вещества.
Вид опыляется шмелями, но может воспроизводиться и вегетативно.
Семена, вероятно, самые маленькие среди всех внетропических орхидей; масса семени составляет около 0,000002 г, что позволяет переносить семена с места на место слабыми воздушными течениями.

## Распространение и среда обитания
Гудайера ползучая растёт в изолированных местах в лесах и болотах Европы. Это редкое растение, но самое часто встречающееся из орхидных в Скандинавии. Оно также встречается в Канаде и на севере Соединённых Штатов Америки. Это охраняемый вид на большей части своего ареала. Он не выживает после лесных пожаров и не встречается после пожара или вырубки леса. Как правило, встречается только в лесах, которым по крайней мере 95 лет.